# Гнашвиц

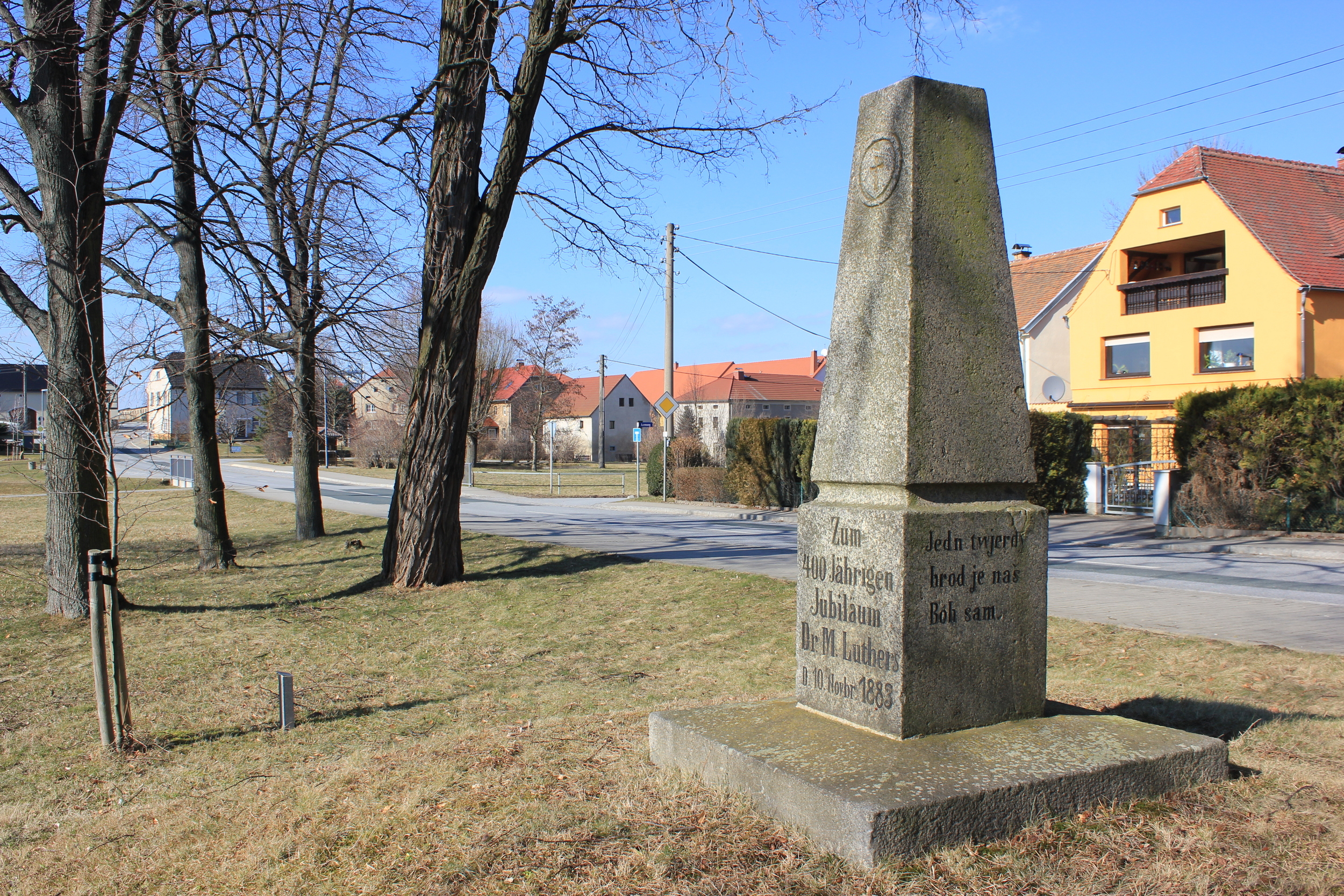
Памятный знак со словами Мартина Лютера

Гнашвиц или Гна́шецы (нем. Gnaschwitz; в.-луж. Hnašecy) — деревня в Верхней Лужице, Германия. Входит в состав коммуны Добершау-Гаусиг района Баутцен в земле Саксония. Подчиняется административному округу Дрезден.

## География
Граничит с деревнями Чехорецы (Ćěchorjecy, Techritz) на севере, Слонкецы (Słónkecy, Schlungwitz) на востоке, Беле-Нослицы (Běłe Noslicy, Weißnaußlitz) на юго-западе и Дружкецы (Družkecy, Drauschkowitz) на северо-западе. На юге от деревни находится холм под наименованием Tschelentsy (Ćeleńc — Челеньц) высотой 367 метров.

## История
Впервые упоминается в 1241 году под наименованием Гнасвиц (Gnaswiz).
С 1936 по 1994 года деревня входила в состав коммун Вайснауслиц, Шлюнгвиц и Техриц. С 1994 по 1999 года — в состав коммуны Гнашвиц-Добершау. С 1999 года входит в состав коммуны Добершау-Гаусиг.
В настоящее время деревня входит в состав культурно-территориальной автономии «Лужицкая поселенческая область», на территории которой действуют законодательные акты земель Саксонии и Бранденбурга, содействующие сохранению лужицких языков и культуры лужичан.

## Население
Согласно статистическому сочинению «Dodawki k statisticy a etnografiji łužickich Serbow» Арношта Муки в 1884 году проживало 323 человека (из них — 288 серболужичан (89 %)). Лужицкий демограф Арношт Черник в своём сочинении «Die Entwicklung der sorbischen Bevölkerung» пишет, что в 1956 году при общей численности население 1113 человек серболужицкое население деревни составляло 7,5 % (из них верхнелужицким языком активно владело 51 человек, 22 — пассивно, 10 несовершеннолетних владели языком).
Официальным языком в населённом пункте, помимо немецкого, является также верхнелужицкий язык.
| 1764 | 1834 | 1871 | 1884 | 1890 | 1910 | 1925 | 1939 | 1946 | 1950 | 1964 | 1990 | 2011 |
| ---- | ---- | ---- | ---- | ---- | ---- | ---- | ---- | ---- | ---- | ---- | ---- | ---- |
| 37   | 239  | 285  | 323  | 331  | 470  | 409  | 837  | 1037 | 1190 | 1102 | 1060 | 311  |

## Достопримечательности
- Памятный знак, поставленный в 1883 году в ознаменование 400-летия со дня рождения Мартина Лютера. Памятник культуры.

## Известные жители и уроженцы
- Гандрий Рениш (1731—1805) — лютеранский священнослужитель и серболужицкий писатель.